# Budynek Admiralicji w Valletcie
Budynek Admiralicji (malt. id-Dar tal-Ammirall, ang. Admiralty House), wcześniej znany jako Casa Miari, Palazzo Don Raimondo oraz pod kilkoma innymi nazwami – pałac w Valletcie na Malcie. Oryginalnie zbudowany w latach 1569–1570, jako dwa prywatne budynki, przez Fra Jeana de Soubiran dit Arafat, rycerza Zakonu św. Jana. Budynki leasingowane były później różnym właścicielom, w tym Fra Raimondo de Sousa y Silva, który w latach 1761–1763 przebudował je na jednolitą rezydencję.
W roku 1808 Ludwik Karol Orleański, przybywszy na Maltę, zmarł w tym domu na gruźlicę. W latach 1821–1961 budynek był oficjalną rezydencją głównodowodzącego Floty Śródziemnomorskiej Royal Navy, stąd jego nazwa. Od roku 1974 do 2016 w budynku znajdowało się Narodowe Muzeum Sztuk Pięknych. Aktualnie planuje się odnowienie Admiralty House i przekształcenie go w Biuro Prokuratora Generalnego.

## Historia

### Rządy Zakonu Joannitów
Miejsce, na którym stoi Admiralty House było pierwotnie zajmowane przez dwa domy, zbudowane przez francuskiego rycerza Fra Jeana de Soubiran dit Arafat w latach 1569–1570. Posiadłość przeszła na innego członka Zakonu, François le Petit de la Guerche, a po jego śmierci w roku 1663 została zabrana przez Skarb Zakonu św. Jana. Od roku 1668 domy były wynajmowane różnym rycerzom.

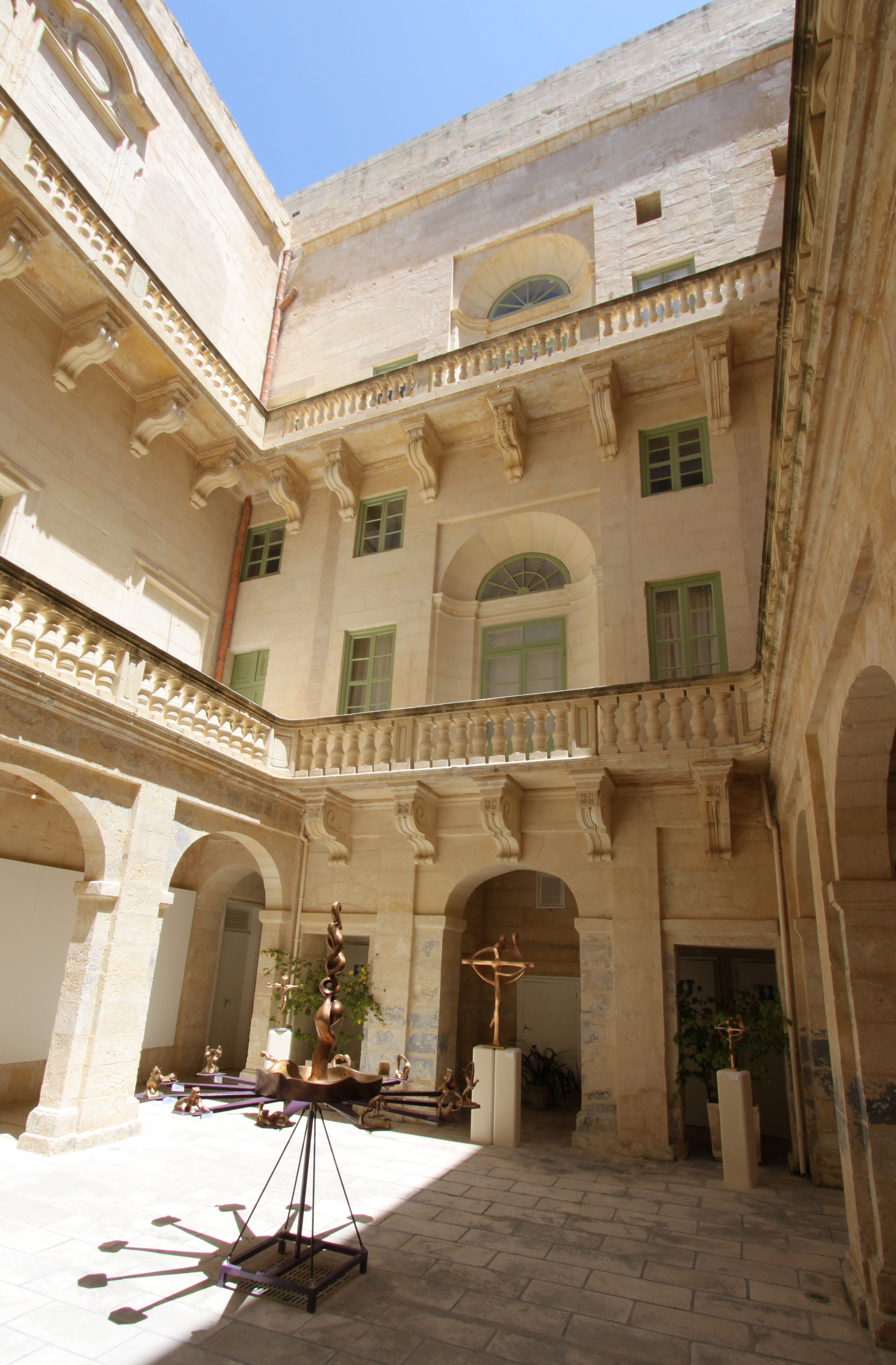
Podwórze Admiralty House

W latach 1760. dwa te domy zajmowane były przez Fra Raimondo de Sousa y Silva, bogatego portugalskiego rycerza, który był Bailiffem Lessy. W latach 1761–1763 Skarb Zakonu przebudował domy do formy znanej do dzisiaj, aby polepszyć warunki zamieszkania bailiffa, i budynek zaczął być znany jako Palazzo Don Raimondo, od imienia lokatora. Plany przebudowy są przypisywane architektowi Andrea Belli, który przeprojektował też Zajazd Kastylijski. Materiał na budynek – wapień, dostarczony był z kamieniołomu we Florianie.

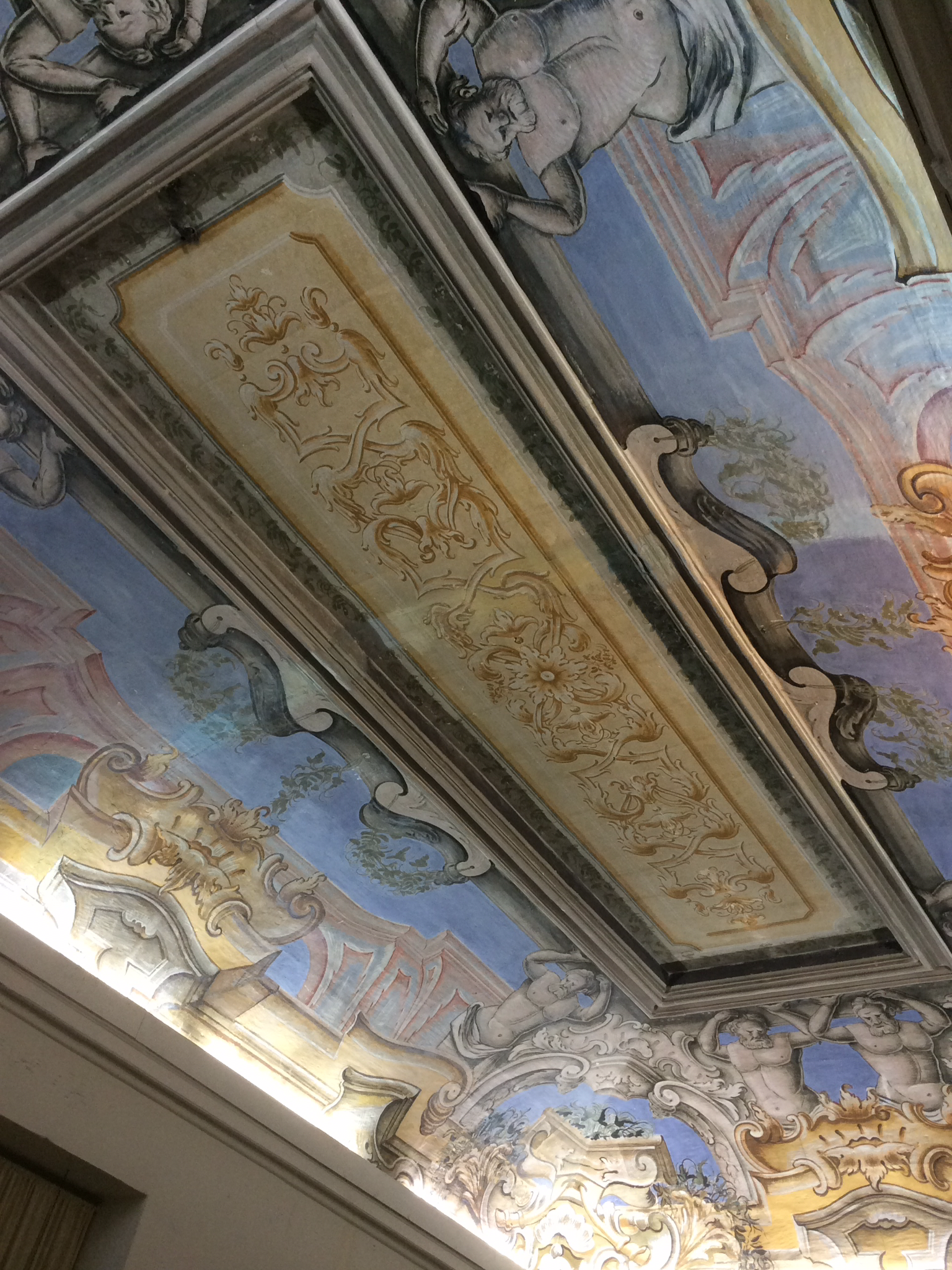
Freski na suficie w budynku Admiralicji

De Sousa zmarł w roku 1782, w latach 1783–1785 budynek został podzielony na kilka apartamentów. Następnie znów powrócił do stanu jednej rezydencji, by ponownie być wynajętym kilku rycerzom. W czasie swej historii budynek znany był pod kilkoma nazwami, pochodzącymi od nazwisk jego mieszkańców, jak Maison Arifat, Casa de Guerche oraz Maison Fleurigny. W późnych latach XVIII i początkiem XIX wieku znany był pod nazwą Casa Miari, od Fra Antonio Miari di Belluno, sekretarza Wielkiego Mistrza Ferdynanda von Hompesch, który mieszkał w tym domu w latach 1795–1798.

### Okupacja francuska i rządy brytyjskie
Podczas francuskiej okupacji Malty rząd zaoferował budynek biskupowi Vincenzo Labiniemu na seminarium, lecz plany te nie zostały zrealizowane z powodu maltańskiego powstania i blokady z lat 1798–1800. W tym czasie, na polecenie Napoleona, tarcza herbowa na fasadzie budynku została zniszczona.
W roku 1800, po ogłoszeniu Malty brytyjskim protektoratem, budynek został zajęty przez Cywilnego Komisarza Alexandra Balla. Następnie, od sierpnia 1802 roku do czerwca roku 1803, budynek zajmowany był przez Alexandra Macaulaya, sekretarza Cywilnego Komisarza. W roku 1808, podczas wizyty na Malcie, zatrzymali się tu Ludwik Filip, książę Orleanu i Ludwik Karol Orleański. Ten ostatni zmarł tutaj na gruźlicę 29 maja 1808 roku, i został pochowany w konkatedrze św. Jana w Valletcie.

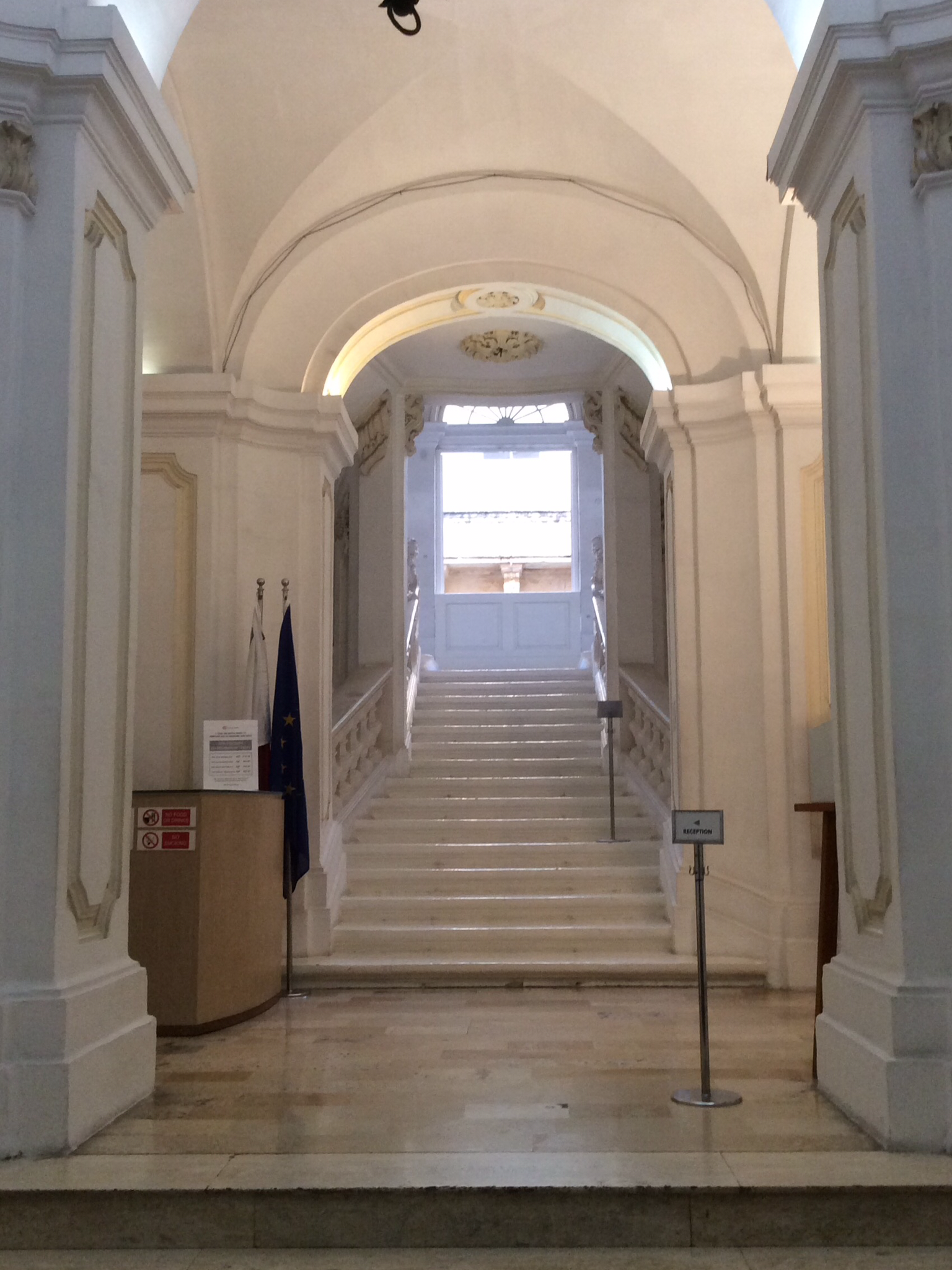
Hall wejściowy, prowadzący do głównej klatki schodowej

W latach 1808–1820 budynek był zajmowany przez dowództwo armii brytyjskiej, za co nie była przekazywana żadna opłata. W roku 1821 został formalnie wynajęty dowództwu Royal Navy, jako oficjalna rezydencja głównodowodzącego brytyjskiej Floty Śródziemnomorskiej, będąc znany jako Admiralty House. Przewinęło się przez niego wiele znamienitych osób, tak rezydentów, jak i gości, w tym Lord Mountbatten, Winston Churchill, król Jerzy V oraz królowa Elżbieta. Budynek został przekazany rządowi Malty w roku 1961.

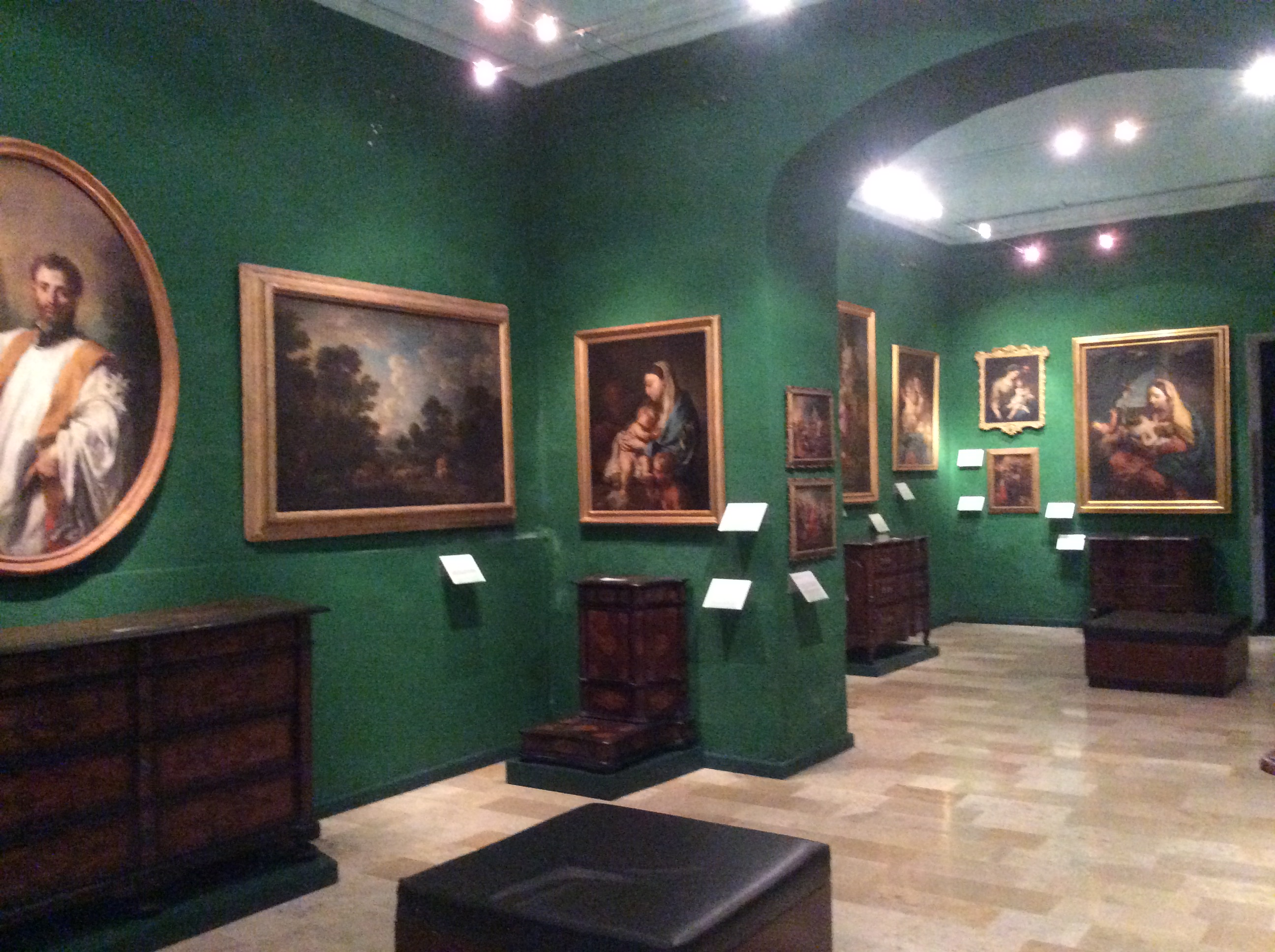
Narodowe Muzeum Sztuk Pięknych w Admiralty House

### Niepodległa Malta
W późniejszym czasie budynek został odnowiony. 7 maja 1974 roku premier Agatha Barbara otworzyła w nim Narodowe Muzeum Sztuk Pięknych. Obecni również byli dyrektor muzeum Francis Mallia oraz prezydent Malty Anthony Mamo. W roku 2013 zapoczątkowano plany przeniesienia muzeum z Admiralty House do Zajazdu Włoskiego. We wrześniu 2014 oficjalnie ogłoszono, że przenosiny nastąpią oraz że nowe muzeum nazwane będzie MUŻA (z maltańskiego akronimu Mużew Nazzjonali tal-Arti).
Początkiem roku 2013 zrobiono plany, aby po wyprowadzeniu muzeum przenieść Ministerstwo Turystyki oraz Maltański Zarząd Turystyki do Admiralty House oraz dwóch pobliskich budynków (Casa Scaglia oraz Old Mint Street 8). W listopadzie tego roku stwierdzono, że budynki te nie są jednak odpowiednie, aby pomieścić całe ministerstwo oraz około 200 pracowników. Ministerstwo Turystyki przeniosło się na Republic Street 233, a Maltański Zarząd Turystyki do Smart City, więc aż do listopada 2013 roku nie było jasne, kto przejmie budynek po wyprowadzce muzeum.
Narodowe Muzeum Sztuk Pięknych zamknięto 2 października 2016 roku. Opracowano plany odnowy budynku i przekształcenia go w biura Prokuratora Generalnego, które aktualnie mieszczą się w części Pałacu Wielkiego Mistrza.
Admiralty House jest pomnikiem narodowym stopnia 1, i jest również umieszczony na liście National Inventory of the Cultural Property of the Maltese Islands.

## Architektura

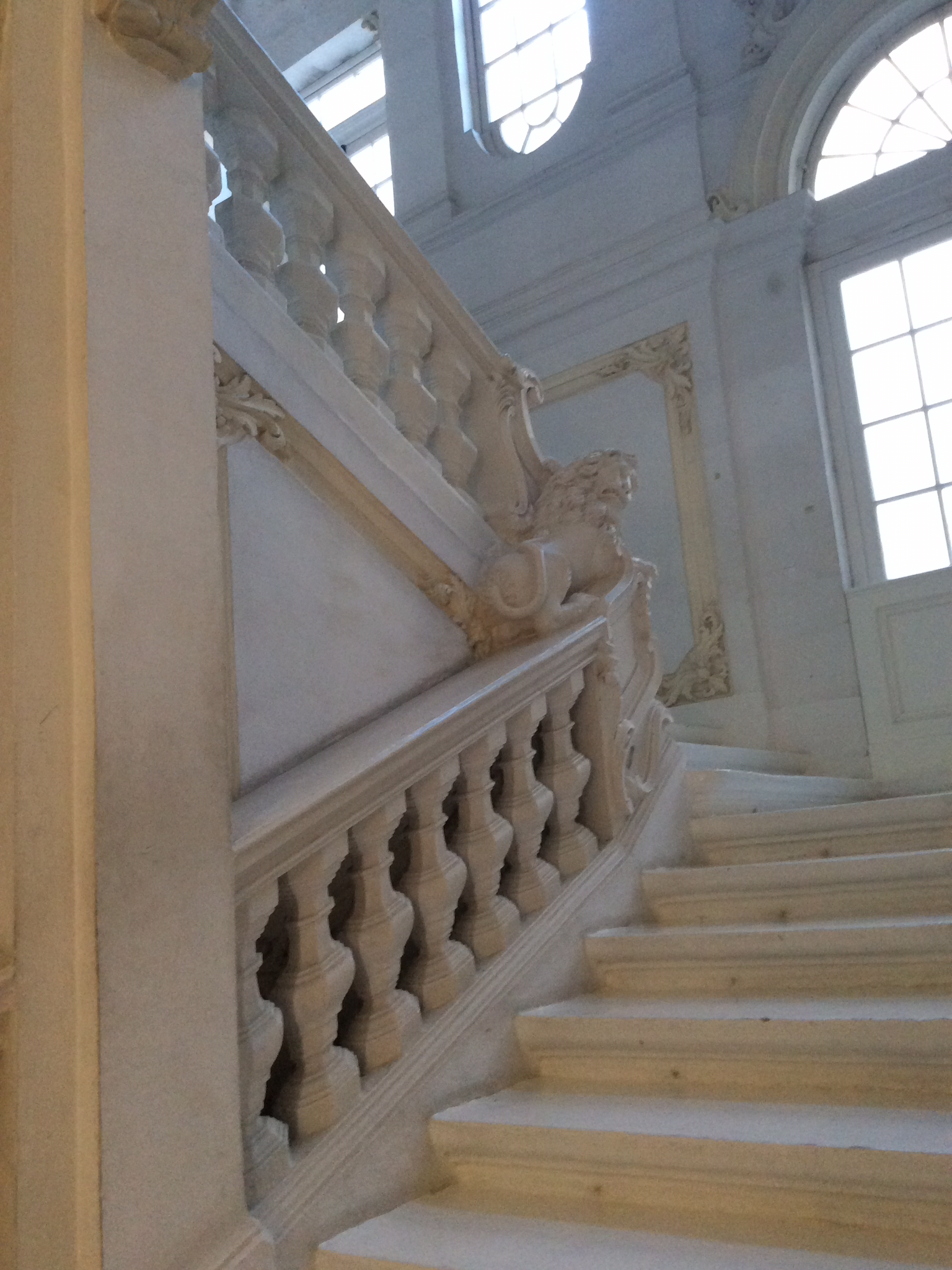
Część klatki schodowej

Admiralty House jest przykładem późnej architektury barokowej, chociaż opisywany jest również jako "italiante" lub rokokowy. Budynek składa się z sal położonych dokoła centralnego dziedzińca oraz posiada dwa piętra ponad parterem oraz podpiwniczenie.
Fasada była oryginalnie udekorowana tarczami, zawierającymi herby Zakonu i Wielkiego Mistrza Manuela Pinto, lecz zostały one zniszczone podczas francuskiej okupacji 1798–1800.
W budynku znajduje się monumentalna, wolno stojąca klatka schodowa, o której mówi się, że jest jedną z najpiękniejszych na Malcie. Jej wygląd mógł być wzorowany na podobnych schodach w Zajeździe Kastylijskim w Valletcie, w Rezydencji w Würzburgu w Bawarii oraz w Pałacu Kinskich i Górnym Belwederze w Wiedniu.